# 溫天納
溫天納，投資銀行家，博大科技金融控股非執行主席兼投資銀行業務總裁。現為香港證券及投資學會考試委員、中國人民大學榮譽講座教授及中國高校聯香港金融協會創會理事及副主席，曾擔任央企董事局成員。

## 簡歷
他在香港長大，1990年代初於倫敦經濟政治學院取得國際會計金融學碩士及學士學位。